# 林坛镇
林坛镇，是中华人民共和国河北省邯郸市复兴区下辖的一个乡镇级行政单位。

## 行政区划
林坛镇下辖以下地区：
林坦村、桑庄村、关庄村、袁庄村、范村、洛子村、东王女村、杨洼村、暴家屯村、西王女村、东彭厢村、西彭厢村、高家庄村、军营村、裴村、苗庄村、常家庄村、前李兵庄村、后李兵庄村、东野狸岗村、西野狸岗村、东古佛村、西古佛村、东佛店村、西佛店村、上蒋村、南蒋村和梁庄村。